# Pozdvihování

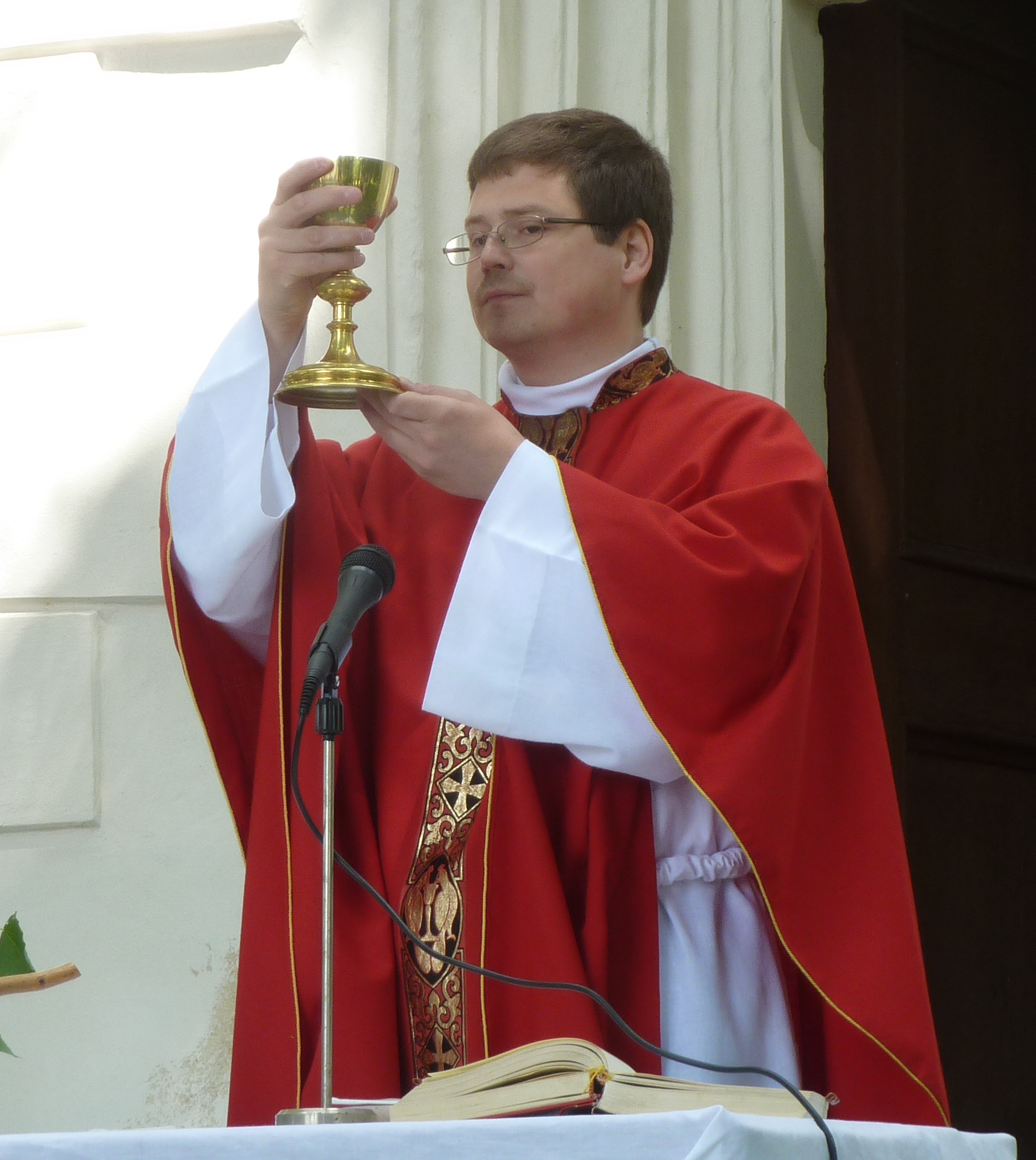
Kněz Jiří Korda pozdvihuje kalich během poutní mše na Dobrši

Pozdvihování (latinsky elevatio) je část katolické eucharistické bohoslužby, při které kněz pozdvihne konsekrovanou hostii a kalich s vínem. Věřící se přitom klanějí této Nejsvětější svátosti.
Pozdvihování je středověký obyčej, poprvé doložený u pařížského biskupa Odona ze Sully (1196–1208). Vyhovovalo tehdejší mystické a na viditelná znamení orientované zbožnosti a věřící, kteří tehdy přistupovali ke svátostem jen zřídka, je považovali za nejdůležitější součást mše. Pokud se v jednom kostele slavila eucharistie u více oltářů současně, věřící často přecházeli od jednoho oltáře ke druhému tak, aby mohli vícekrát spatřit Tělo a Krev Páně při pozdvihování.
V katolické mši se objevuje několik pozdvihování. Pozdvihnutí ve formě ostenze (poukázání na eucharistii) následuje ihned po pronesení slov konsekrační epikleze. Pozdvihování se dále provádí při závěrečné doxologii („Skrze něho a s ním a v něm…“) na konci eucharistické modlitby. Po úkonu Beránku boží (při slovech: „Hle Beránek boží, který snímá hříchy světa…“) je eucharistie rovněž pozdvihnuta k zraku věřícím.
Jako prodloužené pozdvihování lze také chápat výstav Nejsvětější svátosti v monstranci, který věřícím umožňuje déle uctívat Tělo Páně mimo dobu konání vlastní mše.